# 120 av. J.-C.
Cette page concerne l'année 120 av. J.-C. du calendrier julien proleptique.

## Événements
- 29 juillet 121 av. J.-C. (1er janvier 634 du calendrier romain) : début à Rome du consulat de Caius Papirius Carbo et Publius Manilius[1].

- Le roi du Pont Mithridate V est assassiné à Sinope, probablement à l'instigation de sa femme Laodicé VI, qui exerce la régence pour Mithridate V Eupator, âgé de 13 ans, peut-être associé à son demi-frère Mithridate Chrestos. Selon Justin, Mithridate V, menacé d'être empoisonné et après un accident de cheval suspect, s'enfuit de la cour dans les forêts du Paryadrès où il vit quelques années de sa chasse[2]. Il reprend son trône vers 116-113 et fait emprisonner sa mère, morte en 111 av. J.-C., puis fait exécuter son frère soupçonné de trahison[3].

## Naissances
- Aurelia Cotta, dame romaine, mère de Jules César.

## Décès en 120 av. J.-C.
- Hipparque, astronome, géographe et mathématicien grec.
- Polybe, historien grec né v. 202 av. J.-C. à Mégalopolis.